# Mont Apo
 (mai 2014).
Si vous disposez d'ouvrages ou d'articles de référence ou si vous connaissez des sites web de qualité traitant du thème abordé ici, merci de compléter l'article en donnant les références utiles à sa vérifiabilité et en les liant à la section « Notes et références ».
Le mont Apo, sur l'île de Mindanao, est le point culminant des Philippines avec ses 2 954 mètres de hauteur. Situé à une trentaine de kilomètres de la ville de Davao, ce volcan a été gravi pour la première fois le 10 octobre 1880 par Don Joaquin Rajal. Le mont Apo est une destination courue aux Philippines car son ascension est relativement facile, contrairement aux autres grandes montagnes des Philippines. 
Le 9 mai 1936, le mont Apo est devenu un parc national. En effet, la faune des environs du volcan est exceptionnelle, on compte 270 espèces d'oiseaux dont une centaine est endémique et le très protégé aigle des Philippines,.
Il y a quatre lacs principaux sur le mont Apo : le lac Agco (The Blue Lake), le lac Venado et deux autres vers les sommets herbeux : le lac Macadac et le lac Jordan.